# Przyjaźń (województwo pomorskie)
Przyjaźń (kaszub. Przëjazniô; niem. Rheinfeld) – wieś kaszubska w Polsce, w województwie pomorskim, w powiecie kartuskim, w gminie Żukowo. Wieś jest siedzibą sołectwa Przyjaźń. Integralne części Przyjaźni noszą nazwy Glinna Góra, Mała Przyjaźń i Nowe Pole. Znajduje się na turystycznym szlaku Kartuskim.
Wieś stanowiąca własność miejską, położona była w drugiej połowie XVI wieku w powiecie gdańskim województwa pomorskiego. W latach 1975–1998 miejscowość administracyjnie należała do województwa gdańskiego.
Miejscowość jest siedzibą parafii rzymskokatolickiej św. Jana Ewangelisty, należącej do dekanatu Żukowo w archidiecezji gdańskiej.
W Przyjaźni znajduje się stadnina koni; a także dawny cmentarz ewangelicki.

## Zabytki
Według rejestru zabytków NID na listę zabytków wpisane są:
- kościół parafialny pw. św. Jana Ewangelisty z 1611, nr rej.: 153 z 2.12.1961
- zespół dworski z 2 poł. XIX w., nr rej.: 984 z 10.12.1986 i z 21.10.2010: dwór, budynek gospodarczy i park.

Kościół posiada skromne wyposażenie XVII- i XVIII-wieczne. W okresie II Rzeczypospolitej kościół był we władaniu parafii liczącej w 1937 roku 338 wiernych i należącej do Superintendentury Kartuzy Ewangelickiego Kościoła Unijnego.

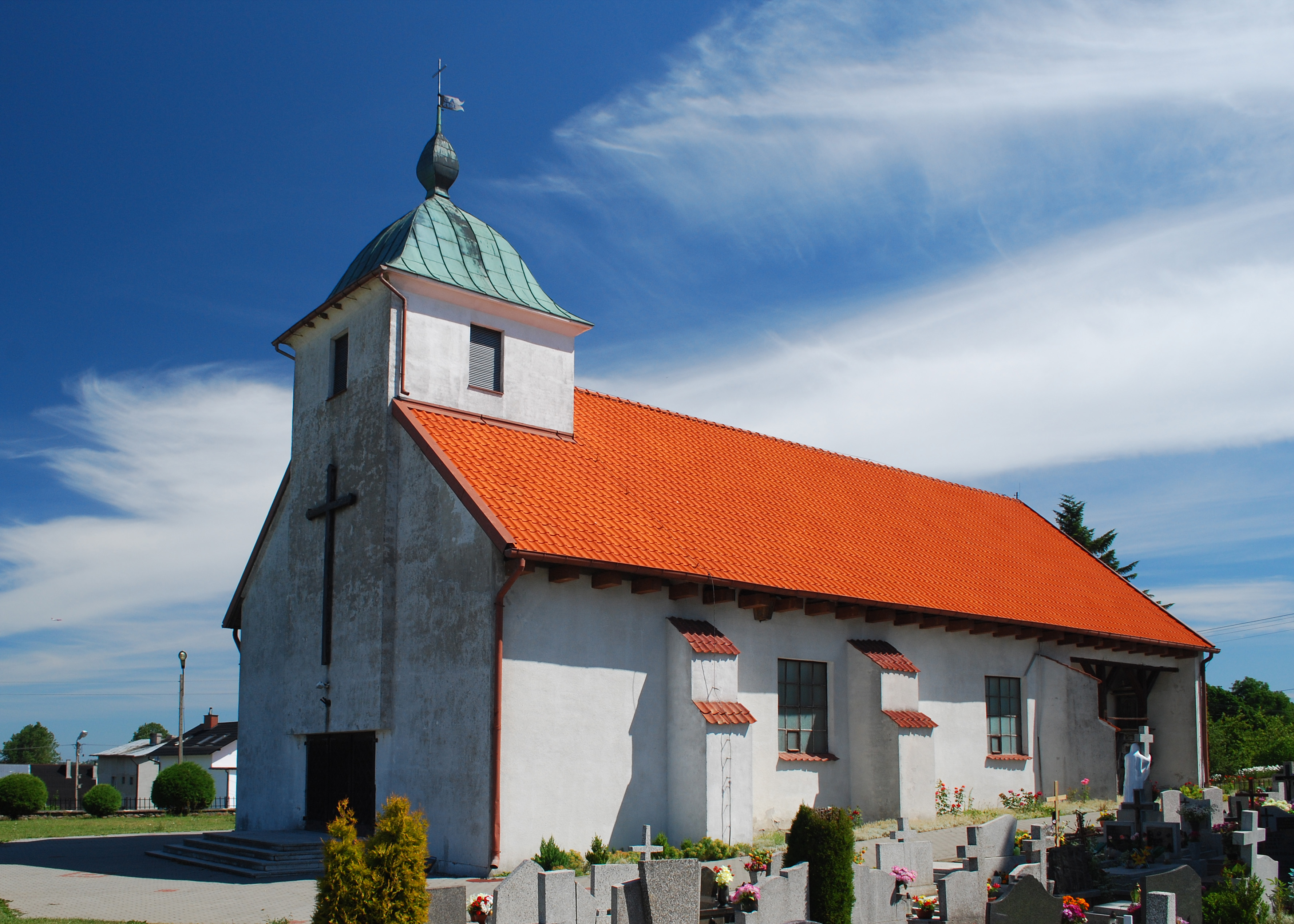
Kościół
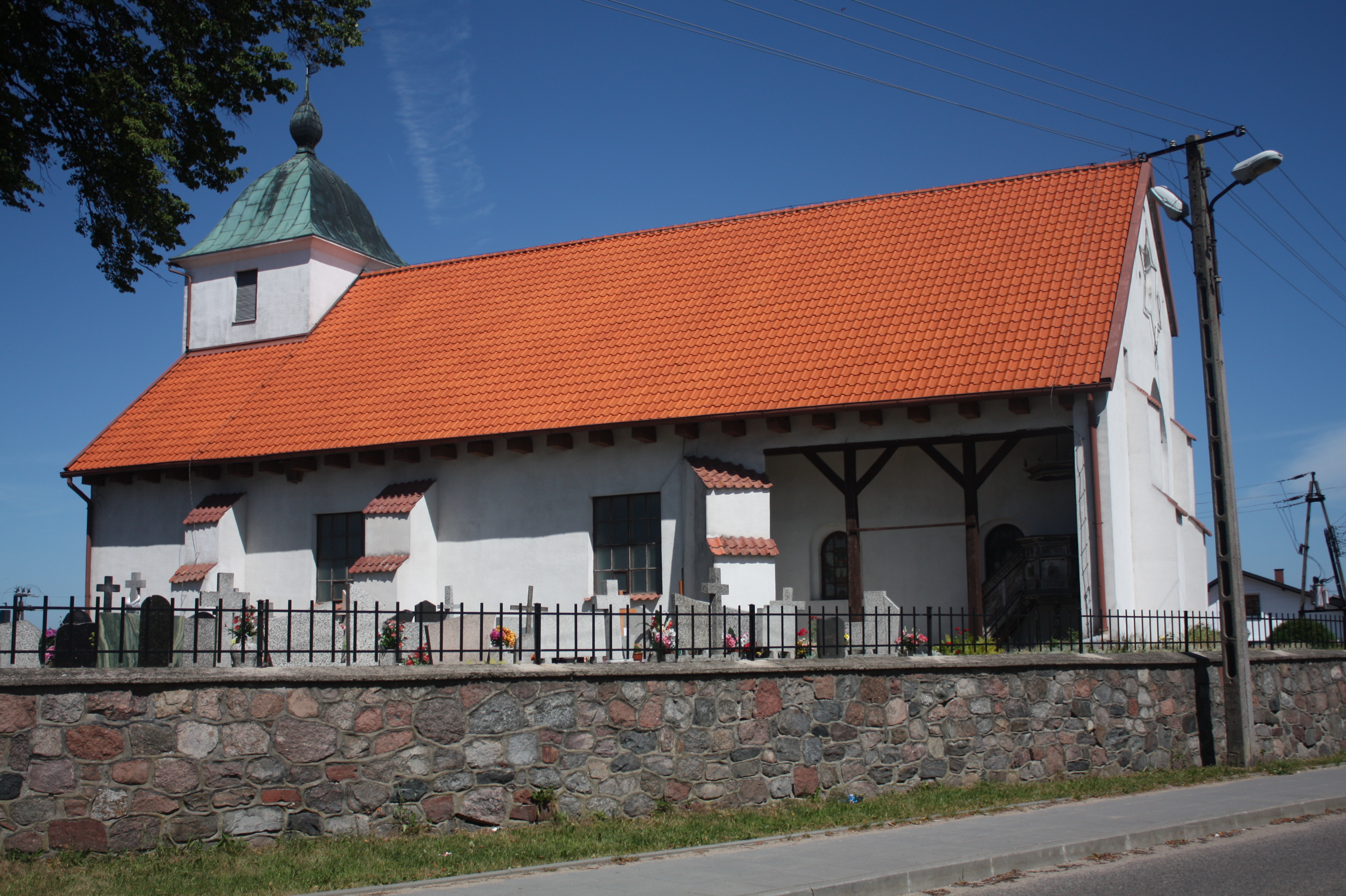
Kościół
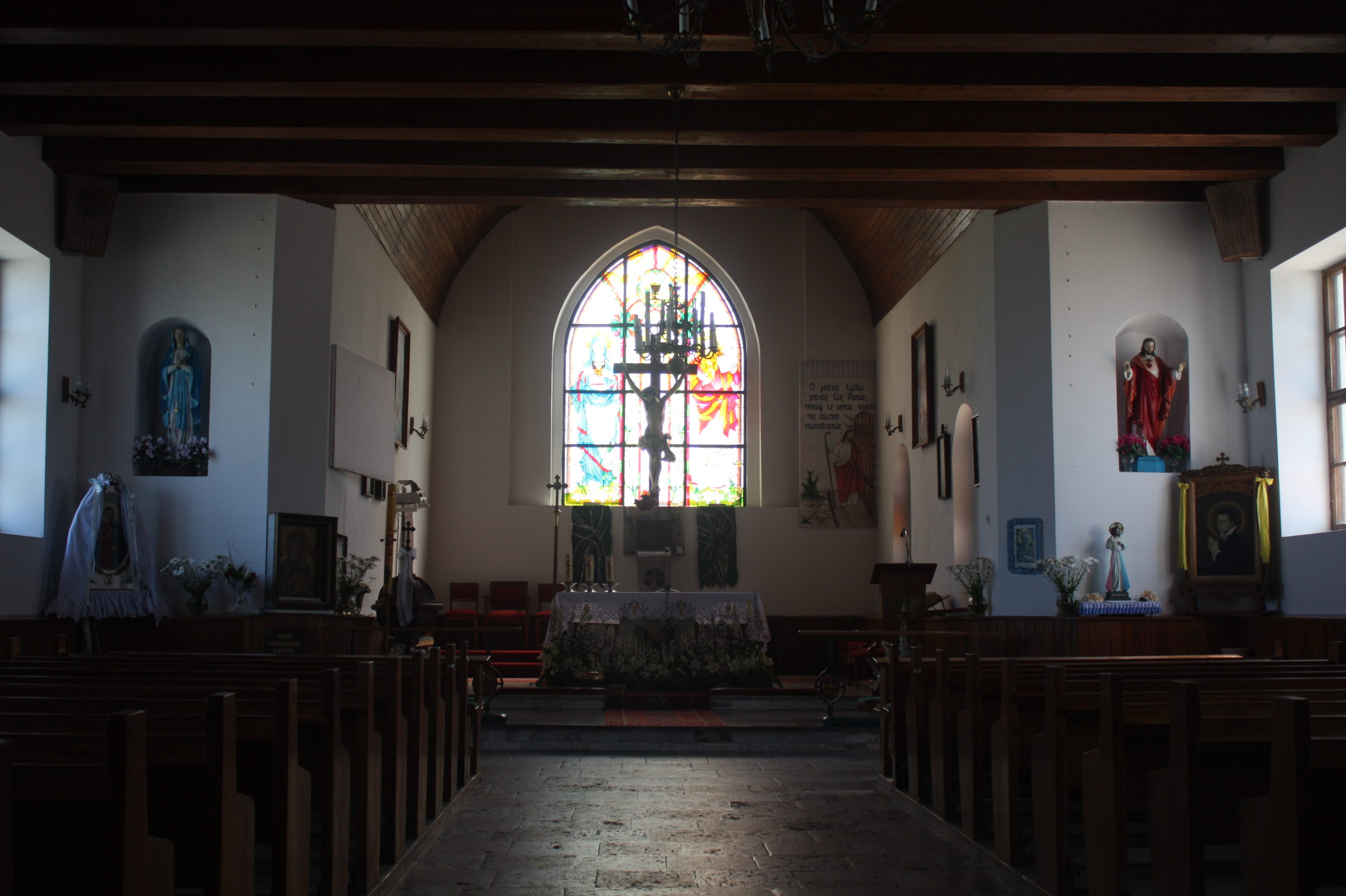
Wnętrze kościoła
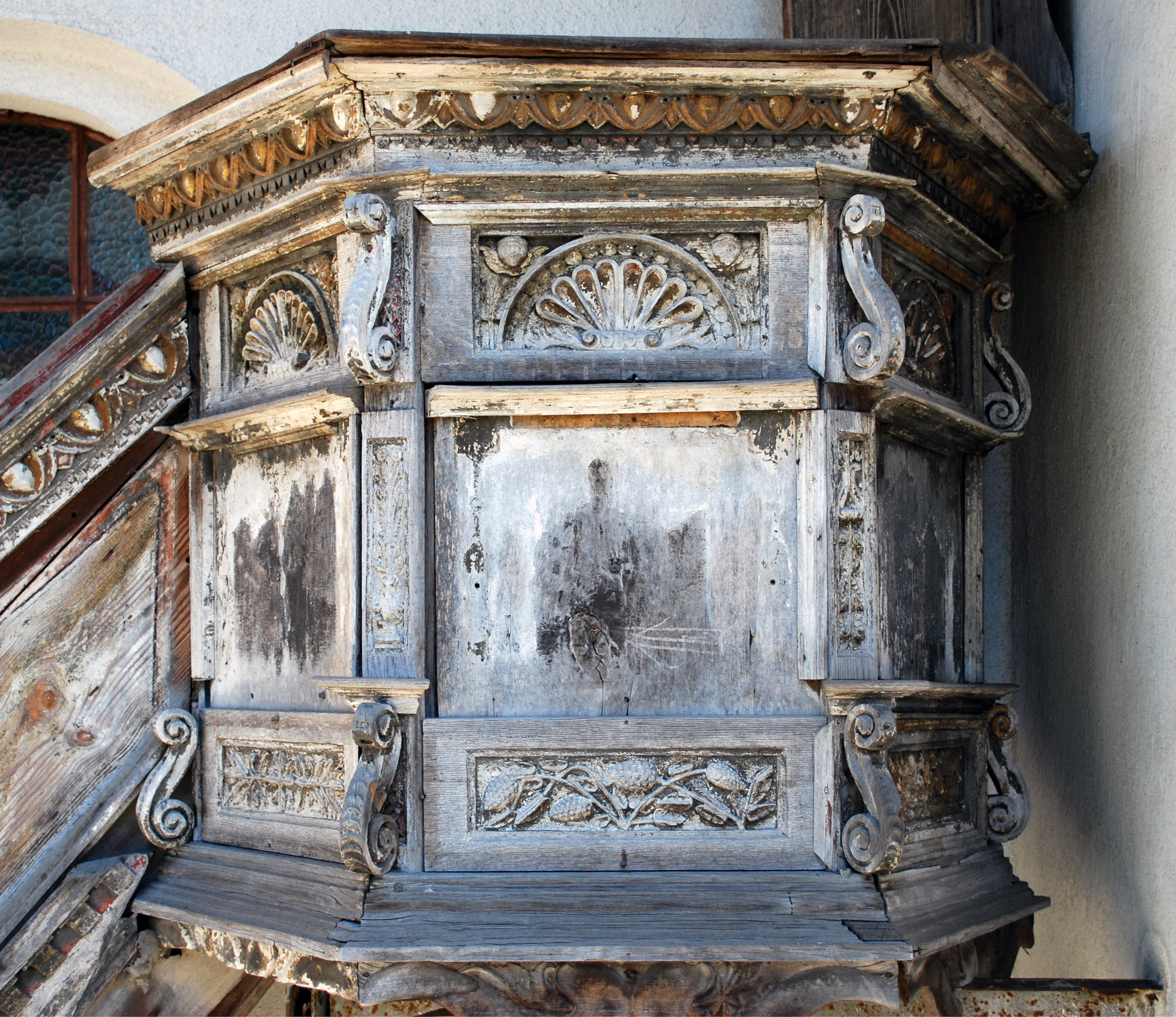
Ambona
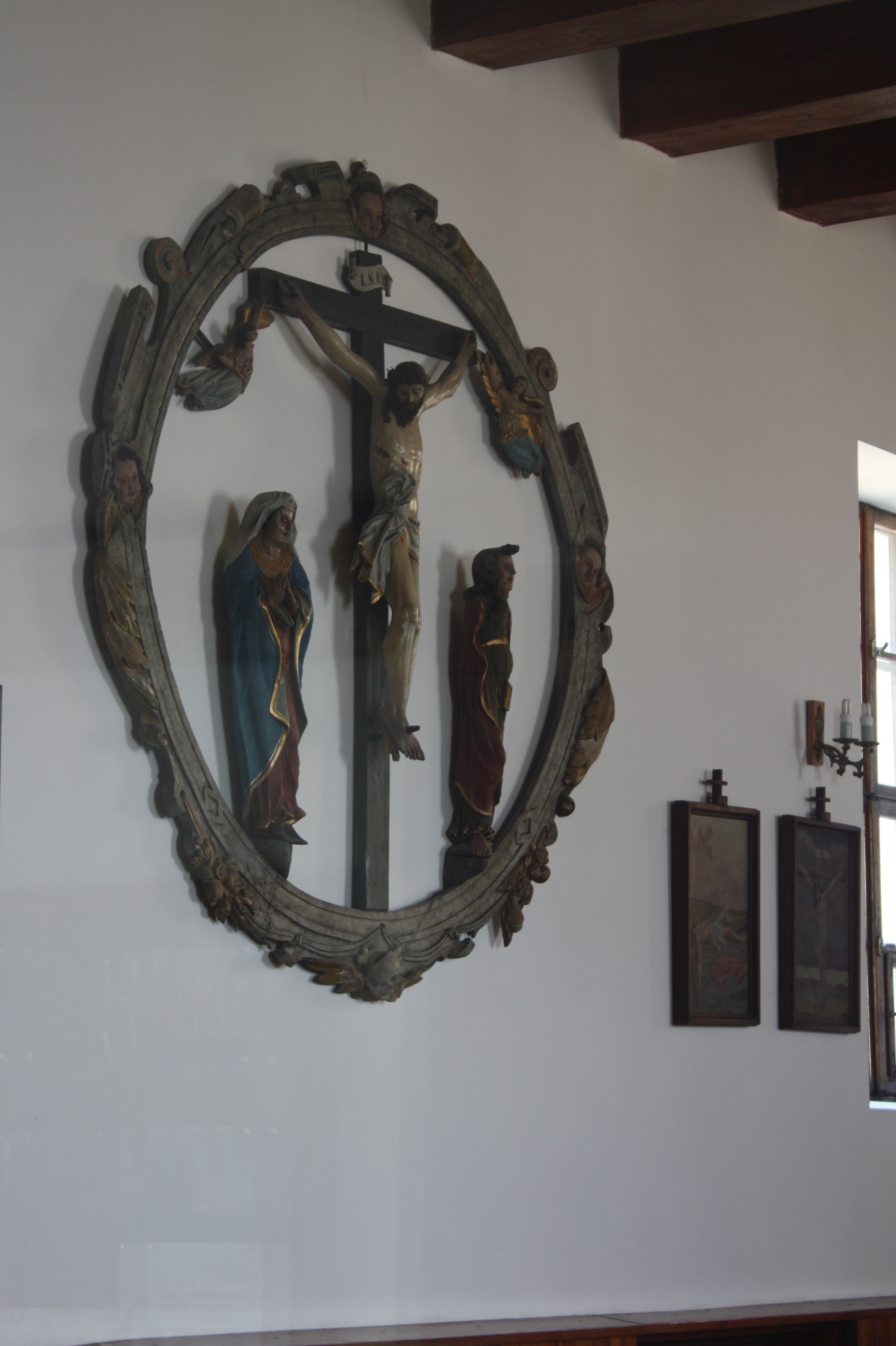
Krucyfiks